# Daniel Josef Leonhard
Daniel Josef Leonhard, magyaros alakban Leonhard Dániel József (Nagyszeben, 1768. május 23. – Szászváros, 1853. június 1.) erdélyi szász evangélikus lelkész.

## Életútja
Régi erdélyi szász családban született Nagyszebenben, ahol több őse is városi lelkészként szolgált. Apja, Andreas Leonhard kerületi jegyző volt. A középiskolát Szászsebesen és Nagyszebenben végezte, majd 1809 őszén Bécsbe utazott, hogy útlevelet szerezzen németországi továbbtanulásához. Mivel az engedély kiadása elhúzódott, a bécsi egyetemen közgazdasági és mértani előadásokat hallgatott, majd 1810-ben a göttingeni egyetemen etikát, dogmatikát, kisérleti fizikát, alkalmazott matematikát és latint tanult. Egy év után félbeszakította tanulmányait, mert meghívták a nagyszebeni gimnázium tanárának, majd 1818-ban az ottani kórháztemplom prédikátora lett. 
1819-ben Szászvárosba hívták meg lelkésznek, 1829-ben megválasztották az egyházkerület dékánjává. Szászvárosi szolgálata alatt az ő vezetésével épült újjá az evangélikus templom, továbbá harminchat új lakóház építéséhez is tevékenyen hozzájárult. Dékánsága idején alapítványt hozott létre a lelkészek özvegyeinek és árváinak segítésére, és előmozdította  a szász evangélikusok és magyar reformátusok közeledését. 1848-ban fájdalommal írta le, hogy Erdély népei egymás ellen fordultak, és a legszörnyűbb gyilkosságokat követték el.
Cikkei a Benigni Transsilvaniájában (I. Szászváros mit seiner Ungebung geschichtlich dargestellt von der Gründung bis zu der merkwürdigen Schlacht am Brotfelde 1480.)

## Munkái
- Fortsetzung des Versuchs über das siebenbürgische Kostüm. Hermannstadt, 1807. Két füzet Benigni által kiadva. (Több része kéziratban «Bewohner Siebenbürgens» c. is.)
- Systematica Mammalium ac avium Transsylvanicarum enumeratio. Pro loco inter Profess. Gymn. Cibin. obtinendo exhibita 26. Febr. 1812. Uo.
- Lehrbuch zur Beförderung der Kenntniss von Siebenbürgen. Nebst einer Charte von Siebenbürgen, nach der Lipskyschen Charte gezeichnet. Uo. 1818. (1. Erdbeschreibung, 2. Die Naturgeschichte, Die Geschichte von Siebenbürgen, Anhang über Maasse, Gewichte und Münzen von Oesterreich, Ungarn, Siebenbürgen, Wallachei, Moldau und Bukovina, nebst Anweisung darüber anzustellender Berechnungen.)
- Denkwürdigkeiten von dem alten Város und dem gegenwärtigen Broos. Für den am 7. Juni 1852. daselbst versammelten Verein für siebenbürgische Landeskunde gesammelt von D. J. L. Uo. 1852.

Kézirati munkái: Idiotikon der siebenbürgisch-sächsischen Sprache, nebst einer Etymologie der meisten Wörter, 22 ív; Möglichst vollständige Chronik der evangelischen Szászváros-Gemeinde; Eine Sammlung von Siegeln und Facsimile von den wichtigsten Originalurkunden aus unserm Nationalarchiv, der Zeitfolge nach. durch ... treu copirt 1819., ívrét 51.